# Arsure-Arsurette
Arsure-Arsurette é uma comuna francesa na região administrativa de Borgonha-Franco-Condado, no departamento de Jura. Estende-se por uma área de 12,56 km². Em 2010 a comuna tinha 105 habitantes (densidade: 8,4 hab./km²).